# Poliovirus
Il poliovirus (o virus poliomielitico) è un sierotipo della specie virale Enterovirus C (famiglia Picornaviridae) che causa la poliomielite.
I poliovirus sono composti da un genoma a RNA ed un capside proteico. Il genoma è costituito da un singolo filamento di RNA di senso positivo lungo circa 7500 nucleotidi.
La particella virale ha un diametro di circa 30 nanometri con simmetria icosaedrica. A causa del genoma corto e della struttura semplice —genoma a RNA, assenza di envelope, simmetria icosaedrica delle proteine del capside— è stato ampiamente riconosciuto come il più semplice dei virus con importanza patologica.
Il primo poliovirus è stato isolato nel 1909 da Karl Landsteiner e Erwin Popper.
Nel 1981 il genoma di un poliovirus è stato pubblicato da due diversi gruppi di ricerca: quello di Vincent Racaniello e David Baltimore del MIT di Boston e quello di Naomi Kitamura e Eckard Wimmer della Stony Brook University. Da allora il poliovirus è uno dei virus meglio caratterizzati, ed è diventato un utile modello per lo studio della biologia dei virus a RNA.

## Ciclo replicativo
I poliovirus infettano le cellule umane grazie al legame con un recettore Ig-like, il CD155, (anche noto com recettore poliovirus )
 presente sulla membrana cellulare.
L'interazione del poliovirus con il CD155 induce nella particella virale un cambiamento conformazionale irreversibile necessario per permettere l'ingresso del virus nella cellula.
L'esatto meccanismo con cui i poliovirus entrano nella cellula ospite non è noto nei dettagli. In seguito al legame del virus sulla membrana cellulare della cellula ospite, l'ingresso del materiale genetico nella cellula si riteneva avvenisse con uno dei due seguenti meccanismi: attraverso la formazione di un poro nella membrana plasmatica attraverso il quale l'RNA viene "iniettato" nel citoplasma della cellula ospite, oppure mediante endocitosi mediata da recettori. Recenti evidenze sperimentali sembrano confermare la seconda ipotesi e suggerire che il poliovirus legato al CD155 entri nella cellula mediante endocitosi. Subito dopo l'internalizzazione del virione avviene il rilascio dell'RNA virale. In ogni caso, a prescindere dal meccanismo con cui avviene, l'ingresso del poliovirus nella cellula è un processo poco efficiente: l'infezione, infatti, avviene solo circa l'1% delle volte.
I poliovirus sono virus a RNA di senso positivo. Per questo l'acido nucleico racchiuso nel capside può essere immediatamente utilizzato come RNA messaggero ed iniziare la traduzione nella cellula ospite. In seguito all'infezione, infatti, il virus sfrutta le strutture cellulari per la traduzione del proprio corredo genomico, causando l'interruzione della sintesi proteica a livello cellulare in favore della produzione della proteine virali. In confronto agli mRNA della cellula ospite, infatti, l'estremità 5' dell'RNA virale è estremamente lunga —oltre 700 nucleotidi— ed altamente strutturata. Questa regione del genoma virale è chiamata Internal Ribosome Entry Site (IRES) e dirige la traduzione dell'RNA virale. Mutazioni genetiche in questa regione prevengono la produzione delle proteine virali.
L'mRNA del poliovirus è tradotto come un lungo polipeptide. Questo polipeptide è quindi auto-tagliato da proteasi interne in circa 10 proteine virali, tra cui:

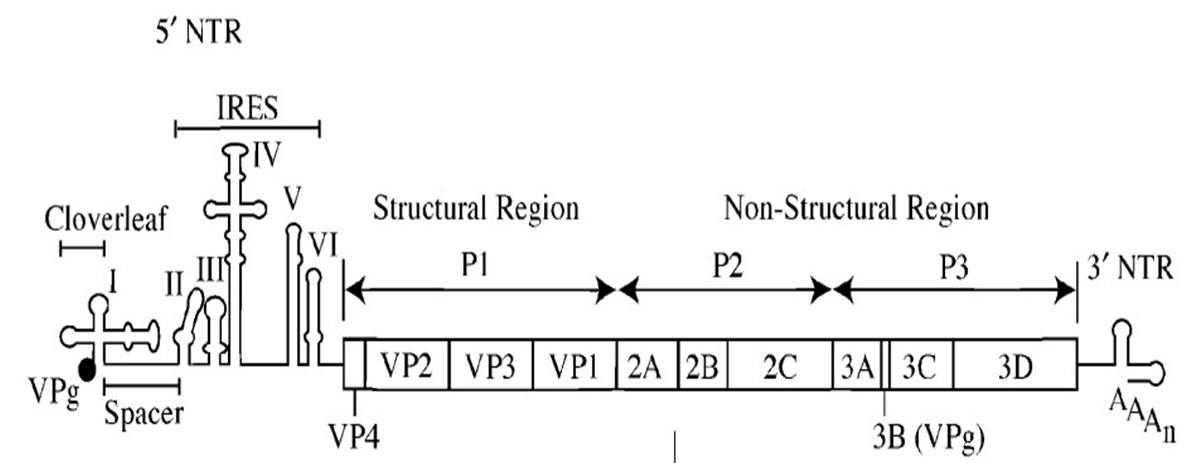
La struttura del genoma del poliovirus di tipo 1.

- 3Dpol, una RNA polimerasi RNA dipendente la cui funzione è copiare e moltiplicare il genoma virale a RNA.
- 2Apro e 3Cpro/3CDpro, proteasi che tagliano il polipeptide virale.
- VPg (3B), una piccola proteina che lega l'RNA virale ed è necessaria per la sintesi di RNA virale di senso positivo e negativo.
- 2BC, 2B, 2C, 3AB, 3A, 3B proteine che comprendono il complesso di proteine necessarie per la replicazione virale.
- VP0, VP1, VP2, VP3, VP4 le proteine del capisde.

Il meccanismo dell'assemblaggio di nuove particelle virale (es. l'inserimento del genoma nel capside) non è completamente noto. In colture di cellule di mammifero i virioni completamente assemblati lasciano la cellula ospite tra le 4 e le 6 ore dopo l'infezione.
I virus hanno come bersaglio particolare i motoneuroni delle corna anteriori del midollo spinale con possibilità di portare paralisi. Oltre all'uomo, possono essere suscettibili di infezione anche gli scimpanzé.
Si riscontrano tre tipi umani (poliovirus hominis):
- il Brunhilde, tipo 1, è altamente paralitico, così chiamato dal nome dello scimpanzé che fece ottenere il suo isolamento;
- il Lansing, tipo 2, eradicato dal mondo negli anni Novanta, che prende il nome dalla città del Michigan dove fu isolato durante una epidemia;
- il Leon, tipo 3, meno frequente, corrispondente al nome di un piccolo paziente in cui fu trovato.

Per la loro acido-resistenza riescono a rimanere intatti nel tratto gastrico, riuscendo a moltiplicarsi sia a livello della faringe, sia a livello dell'intestino.
I poliovirus vengono inattivati con formaldeide o cloro libero residuo, raggi ultravioletti, calore ed essiccamento.